# Ernestina de Champourcín
Ernestina de Champourcín Morán de Loredo (Vitoria-Gasteiz, 10 de julho de 1905 — Madrid, 27 de março de 1999) foi uma poeta espanhola pertencente à Geração de 27.
Nasceu dentro de um família católica de origem remota na França e no Uruguai. Ainda quando era muito jovem mudou-se com a família para Madri; ali desde os dez anos de idade estudou no Colégio do Sagrado Coração. Foi preparada por professores particulares e prestou exame de livre licenciatura e bacharelato no Instituto Cardeal Cisneros. Os seus pais não lhe permitiram estudar na universidade.
De caráter sonhador e criativo, desde muito jovem escreveu poesia em francês - desde pequena aprendeu a falar e a escrever muito bem o francês e o ingles - que ela mesmo destruiu ao resolver-se seriamente numa vocação literária. 
Seus primeiros livros a dão a conhecer em Madri: En silencio (1926), Ahora (1928), La voz en el viento (1931), Cántico inútil (1936). Nestes livros evoluiu desde um Modernismo inicial à sombra de Juan Ramón Jiménez a uma poesia mais pessoal onde domina o tema do amor envolto numa rica sensualidade. Gerardo Diego a selecionou para a sua Antología de 1934.
Encontra-se colaboração da sua autoria na revista Contemporânea (1915-1926).

## Obras publicadas
- En silencio (1926)
- Ahora (1928)
- La voz en el tiempo (1931)
- En silencio (1926)
- Ahora (1928)
- La voz en el tiempo (1931)
- Cántico inútil (1936)
- Poemas del ser y del estar (1972)
- Huyeron todas las islas (1988)
- Del vacío y sus dones (1993)
- Epistolario (1927-1995) (2007). Rosa Fernández Urtasun. ISBN 978-84-9740-235-4.
- Poesía esencial (2008). Banco Santander. Obra Fundamental. ISBN 978-89913-90-5.
- Poesía a través del tiempo. Jose Angel Ascunce. Barcelona: Anthropos, Memoria Rota. Exilios y Heterodoxias, (1991).